# Crippled Black Phoenix
Crippled Black Phoenix es un supergrupo post-rock de Reino Unido. Varios músicos han contribuido a los álbumes de Crippled Black Phoenix y han tocado con ellos durante sus conciertos.

## Historia
Los miembros de la banda solían tocar en otras bandas (como Iron Monkey, Gonga, Mogwai, Electric Wizard y otros). En 2004, Justin Greaves, comenzó a grabar sonidos que tenía en mente desde hace años. Fue alentado por Dominic Aitchison, y sus ideas serían la columna vertebral de Crippled Black Phoenix.
Aunque en un principio tuvieron un comienzo poco ortodoxo, ya que todos los miembros de la banda eran parte y estaban ocupados con otros proyectos en el momento de la fundación de la banda, Crippled Black Phoenix mantuvo su compromiso de permanecer juntos y forjaron su sonido. La banda escribe lo que ellos llaman "baladas del fin de los tiempos", significando tanto la naturaleza un poco macabra de sus canciones y su insólito mezcla de estilos como la última evolución de la música. Esta mezcla ha dado lugar a que se les haya clasificado como stoner-prog, freak-folk o doom.
Crippled Black Phoenix se han enfocado en sus actuaciones en directo, actuando en lugares insólitos y usando instrumentos de la época victoriana en conjunto con instrumentos más modernos.

## Miembros actuales
- Justin Greaves - guitarra eléctrica, batería, sierra musical, teclado, guitarra acústica, banjo, efectos, samples
- Karl Demata - guitarra eléctrica, dobro, slide
- Christian Heilmann - bajo eléctrico
- Mark Furnevall - sintetizador & teclado
- Mark Ophidian - sintetizador & teclado

## Miembros anteriores
- Kostas Panagiotou
- Dominic Aitchison
- Nial McGaughey
- Andy Semmens
- Thomas Elgie
- George Elgie
- Dave Greaves
- Guy Metcalffe
- Geoff Barrow
- Michael L.B. West
- Danny Ashberry
- Merijn Royaards
- Joe Volk
- Charlotte Nichols
- Daisy Chapman

## Discografía

### A Love of Shared Disasters(2006)
1. "The Lament of the Nithered Mercenary" – 2:36
2. "Really, How'd It Get This Way?" – 4:49
3. "The Whistler" – 9:45
4. "Suppose I Told The Truth" – 5:03
5. "When You're Gone" – 5:35
6. "Long Cold Summer" – 10:34
7. "Goodnight, Europe" – 6:08
8. "You Take the Devil Out of Me" – 4:23
9. "The Northern Cobbler" – 7:32
10. "My Enemies I Fear Not But, Protect Me from My Friends" – 6:34
11. "I'm Almost Home" – 5:32
12. "Sharks & Storms" / "Blizzard of Horned Cats" – 8:19

### 200 Tons of Bad Luck(2009)
1. "Burnt Reynolds"
2. "Rise Up and Fight"
3. "Time of Ye Life/Born for Nothing/Paranoid Arm of Narcoleptic Empire"
4. "Wendigo"
5. "Littlestep"
6. "Crossing the Bar"
7. "Whissendine"
8. "A Real Bronx Cheer"
9. "444"
10. "A Hymn for a Lost Soul"
11. "A Lack of Common Sense"
12. "I Am Free Today I Perished"

### The Resurrectionists/Night Raider(2009)
1. "Burnt Reynolds"
2. "Rise Up and Fight"
3. "Whissendine"
4. "Crossing the Bar"
5. "200 Tons of Bad Luck"
6. "Please Do Not Stay Here"
7. "Song For The Loved"
8. "A Hymn for a Lost Soul"
9. "444"
10. "Littlestep"
11. "Human Nature Dictates The Downfall of Humans"

1. "Time of Ye Life/Born for Nothing/Paranoid Arm of Narcoleptic Empire"
2. "Wendigo"
3. "Bat Stack"
4. "Along Where The Wind Blows"
5. "Onward Ever Downwards"
6. "A Lack of Common Sense"
7. "Trust No One"
8. "I Am Free Today I Perished"

### I, Vigilante(2010)
1. "Troublemaker"
2. "We Forgotten Who We Are"
3. "Fantastic Justice"
4. "Bastogne Blues"
5. "Of A Lifetime"
6. "Burning Bridges"

### (Mankind) The Crafty Ape(2012)
1. "Chapter I (A Thread): Nothing (We Are...)"
2. "Chapter I (A Thread): The Heart of Every Country"
3. "Chapter I (A Thread): Get Down and Live With It"
4. "Chapter I (A Thread): (In the Yonder Marsh)"
5. "Chapter I (A Thread): A Letter Concerning Dogheads"
6. "Chapter I (A Thread): The Brain / Poznan"
7. "Chapter II (The Trap): Laying Traps"
8. "Chapter II (The Trap): Born In a Hurricane"
9. "Chapter II (The Trap): Release the Clowns"
10. "Chapter II (The Trap): (What?)"
11. "Chapter III (The Blues of Man): A Suggestion (Not a Very Nice One)"
12. "Chapter III (The Blues of Man): (Dig, Bury, Deny)"
13. "Chapter III (The Blue of Man): Operation Mincemeat"
14. "Chapter III (The Blues of Man): We Will Never Get Out This World Alive"
15. "Chapter III (The Blues of Man): Faced With Complete Failure, Utter Defiance Is the Only Response"